# اضطراب مفتعل
الاضطراب المُفتعل هو حالة يتصرف فيها الشخص كما لو كان مصابًا بمرض ما من خلال تعمد إظهار أعراضه أو التظاهر بها أو المبالغة فيها بهدف أن يلعب دور المريض وحده دون وجود دافع لادعاء المرض. وقد يُظهر الأشخاص ذوي الاضطراب المُفتعل الأعراض عن طريق تلويث عينات البول، أو أخذ حبوب مهلوسة، أو حقن مادة البراز للتسبب في الخراجات وغير ذلك من السلوكيات المماثلة. 
اعتبر الاضطراب المُفتعل في الذات (والمعروف باسم متلازمة مونشهاوزن) لبعض الوقت مصطلحًا شاملاً لجميع هذه الاضطرابات. وتعتبر متلازمة مونشهاوزن بالوكالة حالة يتسبب فيها الشخص أو يتظاهر أو يبالغ في أعراض المرض يصيب من يرعاه (كأن تدعي الأم مرض طفلها أو تبالغ في أعراض المرض). ويختلف ادعاء المرض بشكل أساسي عن الاضطرابات المُفتعلة في أن مدعي المرض يقوم بمحاكاة (تمثيل) المرض بغرض الحصول على منفعة مادية أو تجنب التزام أو مسؤولية. 

## الأسباب
هناك العديد من الأسباب المحتملة للاضطراب المُفتعل، وأحد هذه الاحتمالات هو اضطراب الشخصية الأساسية، فقد يحاول مفتعل الاضطراب تكرار علاقة مرضية طفولية مُشبعة مع الطبيب. أو ربما يكون لديه رغبة في خداع أو اختبار الأشخاص موضع السلطة. ويمكن اعتبار الرغبة الكامنة في لعب دور المريض من أجل الحصول على الرعاية اضطرابًا أساسيًا في الشخصية، كذلك تُعتبر سوء المعاملة أو الإهمال أو الهجر أثناء الطفولة أيضًا من الأسباب المحتملة. 

### الدوافع
بالنسبة لشخص يفتعل اضطراب ما فإن الهدف الأساسي هو الحصول على التعاطف والتغذية والاهتمام المصاحب للعب دور المريض. وهذا على عكس التمارض الذي يرغب المريض من خلاله في الحصول على مكاسب خارجية مثل مدفوعات العجز أو تجنب أوضاع أو مسؤليات جافة (كالخدمة العسكرية)، ولا يمكن تشخيص الاضطراب المُفتعل والتمارض في نفس المريض، ويعتمد تشخيص الاضطراب المُفتعل على غياب أي اضطراب نفسي آخر. وبالرغم من أن كلا منهما مُدرج في قائمة الدليل التشخيصي والإحصائي للاضطرابات النفسية، إلا أن الاضطراب المُفتعل يعتبر اضطرابًا عقليًا في حين أن التمارض ليس كذلك.

## التشخيص
تتضمن معايير التشخيص الاختلاق المتعمد لإحداث علامات أو أعراض جسدية أو نفسية، وغياب أي اضطراب عقلي آخر. ويجب أن يكون الدافع هو «لعب دور المريض»، وأن لا يكون بغرض تحقيق مكاسب شخصية كما هو الحال في التمارض. 

يميز الدليل التشخيصي والإحصائي للاضطرابات النفسية بين نوعين: 
- افتعال الاضطراب في الذات
- افتعال الاضطراب في الآخرين،[3] ويحدث عندما يقوم الشخص بافتعال المرض في شخص آخر، سواء كان ذلك طفلاً أو حيوانًا أليفًا أو شخصًا أكبر سناً.[4]

اعتبرت متلازمة غانسر ذات يوم اضطرابًا مُفتعلا بشكل منفصل، لكنها الآن تُعتبر اضطرابًا تفارقيا يعاني فيه المريض من التقريب أو إعطاء إجابات سخيفة على الأسئلة البسيطة، وقد شوهدت هذه المتلازمة في السجناء بعد الحبس الانفرادي، وتظل الأعراض ثابتة في مختلف السجون، على الرغم من أن المرضى لا يعرفون بعضهم البعض. 
تشمل أعراضها ضبابية في الوعي وأعراض تحويل جسدية وارتباك وإجهاد وفقدان في الهوية الشخصية ولفظ صدوي وحركة صدوية. ويُعطي الأفراد أيضًا إجابات تقريبية لأسئلة بسيطة مثل «كم عدد أرجل القط؟» فيجيب «ثلاثة»؛ «ما هو اليوم الذي يلي الأربعاء؟» فيجيب «يوم الجمعة»؛. وهذه المتلازمة نادرة للغاية مع وجود أقل من 100 حالة مسجلة. 

### تشخيص تفريقي
يجب تمييز الاضطراب المُفتعل عن الاضطراب الجسدي الشكل (المعروف سابقًا باسم اضطراب الجسدنة)، ففي الأخير يعاني المريض فعليًا من الأعراض وليس لديه أي نية أو دافع للخداع. كما يجب تمييه عن اضطراب التحويل (المعروف سابقًا باسم الهستيريا)، والذي يظهر فيه عجز عصبي دون وجود سبب عضوي. 